# April Margera

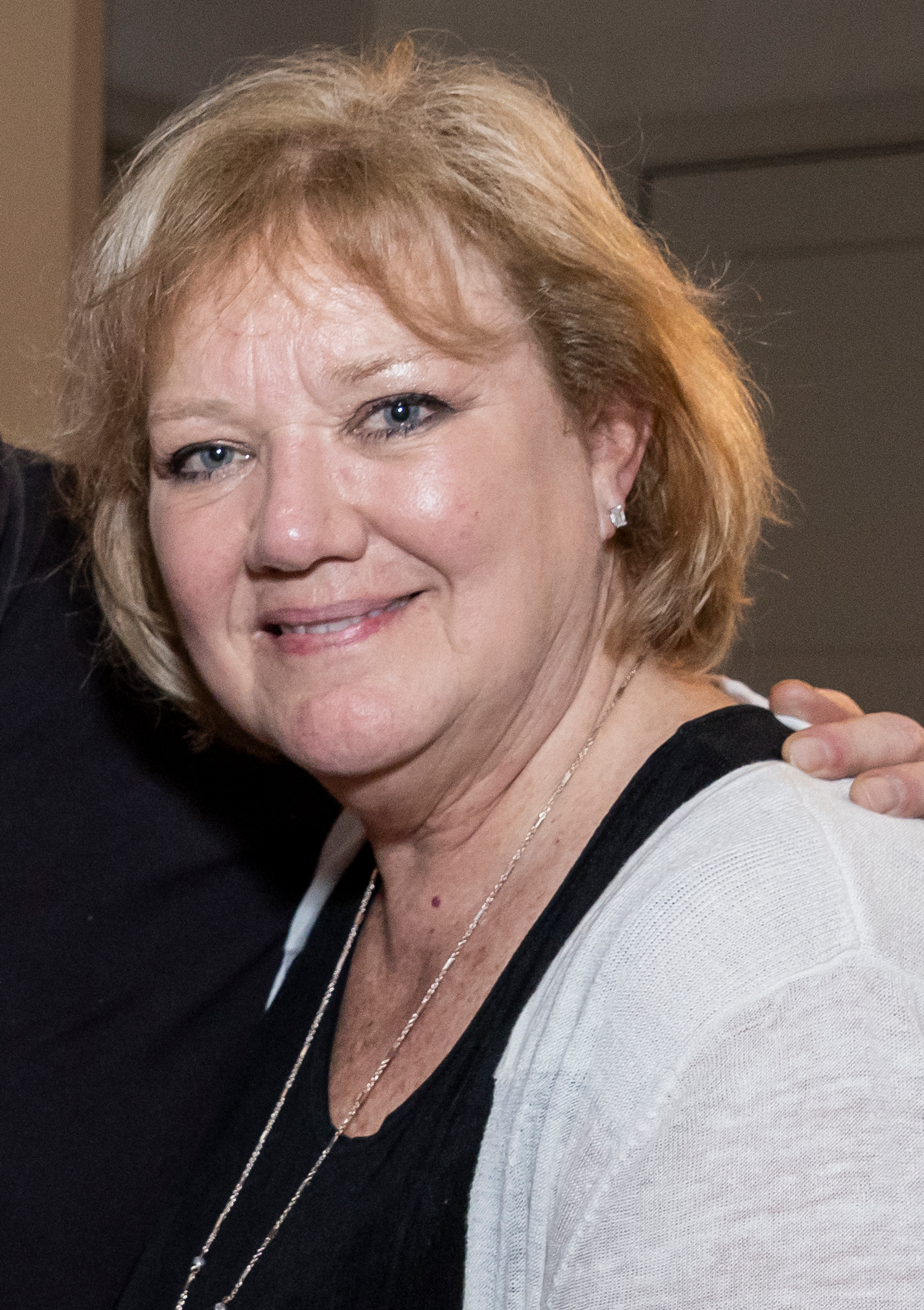

April Margera, född 28 mars 1956 i Glen Mills, Pennsylvania, är mor till den berömde skejtaren Bam Margera från Jackass och Viva La Bam och Jess Margera från Camp Kill Yourself. Hon är gift med Phil Margera sedan 1976.
April Margera medverkar i Viva La Bam och Jackass.